# Éditions Elyzad
Les éditions Elyzad sont une maison d'édition fondée à Tunis en 2005 par Élisabeth Daldoul. Depuis 2020, elle est également installée à Paris.
Elle publie de la littérature en langue française.

## Historique
L'ambition de cette maison est de proposer des textes qui reflètent une littérature vivante, moderne et exigeante qui s'inscrit dans la diversité, en faisant entendre des voix singulières, originales, unies par une langue commune correspondant à des engagements précis : tisser des passerelles, du Sud au Nord, de la Méditerranée à l'ensemble de l'espace francophone, pour faire lire le monde dans sa pluralité.
La ligne éditoriale s'articule autour d'auteurs confirmés, comme Leïla Sebbar, Tahar Bekri, Sophie Bessis ou bien encore Cécile Oumhani, tout en assurant un rôle de découverte de nouveaux talents tels Yamen Manaï, Ilf-Eddine, Azza Filali ou Jadd Hilal.
En 2011, les éditions Elyzad reçoivent le prix Alioune Diop institué par l'Organisation internationale de la francophonie et composé d'une quinzaine de maisons d'édition. Du nom du pionnier de l'édition africaine et fondateur de la maison Présence africaine, « ce prix récompense un éditeur s'étant illustré dans la qualité de sa production ».
En 2012, elles développent une nouvelle collection dédiée aux essais, en publiant une nouvelle édition de la biographie de Habib Bourguiba par Sophie Bessis et Souhayr Belhassen.
En 2020, Elyzad ouvre un bureau à Paris.
En 2021, le roman Que sur toi se lamente le Tigre d'Émilienne Malfatto reçoit le prix Goncourt du premier roman, ce qui constitue la plus importante reconnaissance, à cette date, de la maison d'édition,.